# Салер (кантон)
Сале́р (фр. Salers) — кантон во Франции, находится в регионе Овернь, департамент Канталь. Входит в состав округа Морьяк.
Код INSEE кантона — 1522. Всего в кантон Салер входят 12 коммун, из них главной коммуной является Салер.

## Коммуны кантона
| Коммуна             | Население, чел. (1999) | Почтовый индекс | Код INSEE |
| ------------------- | ---------------------- | --------------- | --------- |
| Англар-де-Салер     | 755                    | 15380           | 15006     |
| Ле-Вольмье          | 87                     | 15380           | 15249     |
| Ле-Фальгу           | 193                    | 15380           | 15066     |
| Ле-Фо               | 37                     | 15140           | 15067     |
| Салер               | 401                    | 15140           | 15219     |
| Сен-Бонне-де-Салер  | 330                    | 15140           | 15174     |
| Сен-Венсан-де-Салер | 108                    | 15380           | 15218     |
| Сен-Мартен-Вальмеру | 911                    | 15140           | 15202     |
| Сен-Поль-де-Салер   | 147                    | 15140           | 15205     |
| Сен-Проже-де-Салер  | 117                    | 15140           | 15208     |
| Сен-Шаман           | 280                    | 15140           | 15176     |
| Фонтанж             | 241                    | 15140           | 15070     |

## Население
Население кантона на 1999 год составляло 3 607 человек.
| 1962  | 1968  | 1975  | 1982  | 1990  | 1999  | 2006 | 2007 |
| ----- | ----- | ----- | ----- | ----- | ----- | ---- | ---- |
| 5 522 | 6 258 | 5 254 | 4 425 | 4 165 | 3 607 | —    | —    |